# Pyrestes quinquesignatus
Pyrestes quinquesignatus là một loài bọ cánh cứng trong họ Cerambycidae.